# Робърт Годард
Робърт Хъчингс Годард (на английски: Robert Hutchings Goddard) е американски професор, физик и изобретател. Той разработва първата ракета с течно гориво.
През 1914 г. започва да конструира ракетни двигатели, като отначало разчита на собствени средства, но през 1917 г. получава финансова поддръжка от Смитсоновия институт. През 1919 г. написва труд за възможен полет до Луната.
Първата в света ракета с течно гориво е изстреляна на 16 март 1926 година в Оубърн Масачузетс. Това била важна демонстрация за възможностите на ракетния двигател, въпреки малкия размер на ракетата (колкото човешка ръка) и нейния полет, достигнал височина от 12 m над повърхността на Земята в продължение на 2,5 s. Годард и неговият екип изстрелват общо 34 ракети в периода между 1926 и 1941 г., като достигат височина на полета 2,6 km и скорост от 885 km/h.
Освен това Годард се занимава и с проблеми, отнасящи се до реактивни гранатомети, като първите американски базуки са конструирани именно на базата на неговите трудове.

## Биография
Роден на 5 октомври 1882 г. в град Устър, щат Масачузетс – малък град, разположен на около 55 km от столицата на щата Бостън. Детството и юношеството му протичат в Бостън. Интересът му към ракетите е породен от романите на Хърбърт Уелс, които чете като дете. Още на 16-годишна възраст Годард се заинтересува от изследване на космоса.
Получава бакалавърска степен в политехническия институт в Устър през 1908 г. Постъпва в университета Кларк, където получава магистърска степен през 1910 г. и степен доктор през 1911 г.

## Ракетата на Годард
През 1906 година полага началото на своите изследвания за възможността за използване на реакции между заредени частици за движение в космоса. Въпреки началните опити, които са неуспешни (някои от трудовете си изгаря в печката) той счита, че дори и в неосъществими идеи има над какво да се размишлява. През юни 1907 пише първата си публикация в списание „Scientific American Supplement“, озаглавена „Използване на жироскопа за стабилизиране и управление на аероплани“. За нея получава хонорар в размер на 10 щатски долара, а статията е препечатана в списанието на политехническия институт в Устър. През октомври същата година пише работа на тема „Възможности за пътуване в междупланетните пространства“, където споменава за средства за поддържане на живота в космоса, опасността от метеорити, както и реактивен метод за движение на енергия. През този период Годард се интересува от използване на магнитното поле на Земята за създаване на реактивна тяга, която да осигури движение на апарати в космоса и др. Много от идеите му са осъществени впоследствие.
През 1908 завършва Политехническия институт със степен бакалавър и постъпва в университета „Кларк“ в Устър, където е посещавал лекции още докато е бил в института. Едновременно преподава в политехническия институт. С университета „Кларк“, Робърт Годард свързва голяма част от своя живот за доста дълго време – той преподава там от 1914 до 1943 година.
През 1916 година Годард се обръща с молба за финансова помощ към Смитсоновия институт във Вашингтон, както и към военното ведомство по проект за разработка на ракетни двигатели. Смитсоновият институт му отпуска субсидия в размер на 5000 щатски долара от фонд за експерименти с многоядрени ракети, като му поставят 2 условия: тесен контакт и сътрудничество с няколко известни учени и ежегодни отчети по работата и резултатите. На 8 януари 1917 година Годард получава първия си чек за ракетни разработки в размер на 1000 щатски долара. През месец март същата година той пристъпва към експерименти в лабораторията на Политехническия институт. През 1917 година Годард конструира ракета с твърдо гориво. През ноември 1918 прави няколко неуспешни опита за изпитания на своите ракети. Това не го сломява и на 16 март 1926 година в Оубърн е осъществен първият в света полет на ракета с двигател с течно гориво. Годард използва бензин като горивна смес. Три години по-късно е пусната и първата ракета с камери на борда. Тя тежи 25,7 kg. И за нея Годард получава крупна финансова помощ. През 1930 година ракета на Робърт Годард достига изумителните 600 m височина на полета при максимална скорост от 800 km/h.
През 1942 година Годард постъпва в американските военновъздушни сили и повлиява на постиженията на ракетната техника по време на Втората световна война. Умира през 1945 година.